# Luka Peruzović
Luka Peruzović (ur. 26 lutego 1952 w Splicie) – piłkarz jugosłowiański, występujący na pozycji obrońcy.

## Kariera
Zaliczył 17 występów w reprezentacji Jugosławii, wystąpił na Mistrzostwach Świata 1974 i Mistrzostwach Europy 1976. W czasie swojej kariery piłkarskiej grał w klubach Hajduk Split i R.S.C. Anderlecht. Obecnie jest trenerem drużyny Club Sportif Sfaxien.